# Prison de Pontaniou
La prison maritime de Pontaniou est l'ancienne maison d'arrêt de l'arsenal de Brest, issue de la transformation en 1810 d'une fonderie édifiée sous l'Ancien Régime et située à Recouvrance à Brest en Bretagne. Elle est conçue comme un bâtiment aux conditions de détention exemplaires pour son époque. Convertie en maison d'arrêt civile après la Seconde Guerre mondiale, elle devient progressivement complètement inadaptée aux conditions de détention et est définitivement fermée en 1990.

## Histoire

### Un «refuge» carcéral pour les prostituées
Le nom de « bâtiment de la Madeleine » vient d'un premier asile fondé en 1667 et géré par des religieuses. Ce bâtiment n'est initialement pas un lieu de détention. En 1692, la Marine décide de la création d'une maison de correction pour lutter contre la prostitution et d'y incarcérer les « filles connues pour avoir commerce avec les matelots et les soldats ». Les sœurs de la Congrégation des Sœurs de Saint Thomas de Villeneuve, dont l'une des missions est de tenir des « refuges pour jeunes filles perdues », se voient confier la gestion de l'établissement. Avant la Révolution, il incombait au curé de Brest de faire fouetter et enfermer dans cette prison les « filles de mauvaise vie ». Prostituées et proxénètes y sont incarcérés et détenus après leur jugement. L'établissement accueille entre 20 et 40 détenues.
Le « Refuge royal » de la Madeleine est sous l'autorité de l'intendant de la Marine, et vise particulièrement la prostitution auprès des marins et soldats. Mais la lutte contre ces activités est une préoccupation plus générale dans la ville de Brest. La mission même de cet établissement en fait le sujet d'une querelle entre autorités civiles et militaires, le pouvoir de police considérant que c'est à lui qu'il revient de lutter contre ce fléau, et qu'un établissement de détention des prostituées n'a pas à être géré par la Marine. Cette requête essuie un refus du ministre en 1727. Un autre « refuge » est néanmoins créé au Carpont, sous administration civile.
L’ensemble des bâtiments de la Madeleine fut ravagé par un incendie en 1782. La façade du refuge donnait directement sur la rue Saint Malo. Le terrain qu'il occupait, désormais en friche et clos de murs, se situe derrière le bâtiment aux Lions. Le refuge de la Madeleine ne saurait donc être confondu avec la prison de Pontaniou.

### 1743, une nouvelle prison maritime
Parallèlement à la répression des femmes faisant commerce de leur corps, la Marine ouvre dès 1676 une prison voûtée au pied du plateau des Capucins pour l'enfermement de marins et d'ouvriers de l'arsenal.
En 1743, une prison plus grande est édifiée au fond de l'anse de Pontaniou, à l'intérieur de l'enceinte militaire. Elle regroupe trois cachots, six cellules et une chapelle. À la même époque, sur l'autre rive de la Penfeld, le bagne de Brest est en construction pour les condamnés à des procédures devant une cour civile.

### 1787, de la fonderie à la prison actuelle
Dans le cadre de l'extension du système des forges autour des formes de Pontaniou, une fonderie est construite en 1787 dans « les jardins du couvent de la Madeleine ». L’ingénieur Jean-Nicolas Trouille explique le problème alors posé par la fonderie dans son rapport de 1815 : « D’après le système de clôture adopté pour le fond de l’anse de Pontaniou un bâtiment anciennement fait pour servir de fonderie se trouvait placé en dehors de l’enceinte et totalement isolé des établissements de la Direction d’artillerie dont il faisait partie. Cette situation contrariant le désir de centraliser par arrondissement chaque service du Port, l’idée vint d’utiliser cet édifice en y installant la prison de la marine en remplacement de celle dite de Pontaniou qui était un sépulcre plutôt qu’une maison d’arrêt. » 
Trouille améliore ainsi les plans de Tarbé de Vauxclairs dressés en 1805 et transforme la fonderie en prison. Il se félicite ensuite de ces travaux achevés en 1810 : « Cette idée fut approuvée par son excellence et l’établissement dont nous parlons est un bienfait qu’elle a rendu à l’humanité. (…) Nous croyons suffisant de dire que malgré la difficulté que présente toujours l’emploi d’un ancien bâtiment dont on veut changer la destination les intentions bienfaisantes de l’administration de la marine ont encore été à cet égard parfaitement remplie par M Tarbé. On trouve dans cette prison sureté commodité et salubrité. » Cette fonderie devient ainsi la maison d'arrêt de Pontaniou, mais demeure le plus ancien patrimoine industriel du Brest de l'Ancien Régime encore visible.
Le bâtiment actuel est donc issu d'une transformation, en même temps que s'établit la levée de Pontaniou, dit Bâtiment aux lions. Cette transformation s'achève en 1810. Elle est conçue comme une prison moderne, dotée d'un certain confort avec notamment des cellules individuelles et de bonnes conditions d'hygiène. Fier d'une réalisation exemplaire, l'ingénieur Jean-Nicolas Trouille, du service des travaux maritimes, a écrit : « Les vœux de l'humanité vont être satisfaits. Les détenus ne seront plus entassés pêle-mêle sans distinction d'âge, d'état et de délits, ils respireront un air pur et suffisant. Cette prison, sous bien des rapports, doit tenir un rang distingué parmi les édifices reconnus indispensables aux besoins du service et au perfectionnement du beau port de Brest. » 
Dans ce nouvel édifice sont incarcérés les prévenus et condamnés, civils ou militaires, faisant l'objet d'une procédure devant une cour de la marine ou une cour militaire : criminels, voleurs de l'Arsenal, mutins, espions, personnes ayant porté atteinte aux officiers ou aux intérêts de la marine, pirates d'outre-mer...
Pour l'essentiel, ne se trouvent dans l'établissement que des détenus en attente de jugement, condamné à des peines de moins de 6 mois ou condamnés à mort. Les détenus condamnés à de longues peines sont enfermés à bord d'anciens vaisseaux transformés en prisons flottantes, ou déportés vers les colonies pénitentiaires.
D'importants travaux de réaménagement et d'extension sont menés entre 1857 et 1859 sous la direction de l'ingénieur Dehargne, notamment la construction de deux étages supplémentaires.
À la suite de l'incendie accidentel du 18 juillet 1935 survenu pendant des travaux de réfection de la couverture, le toit à quatre pans et le dernier étage sont remaniés au profit de l'aspect actuel.

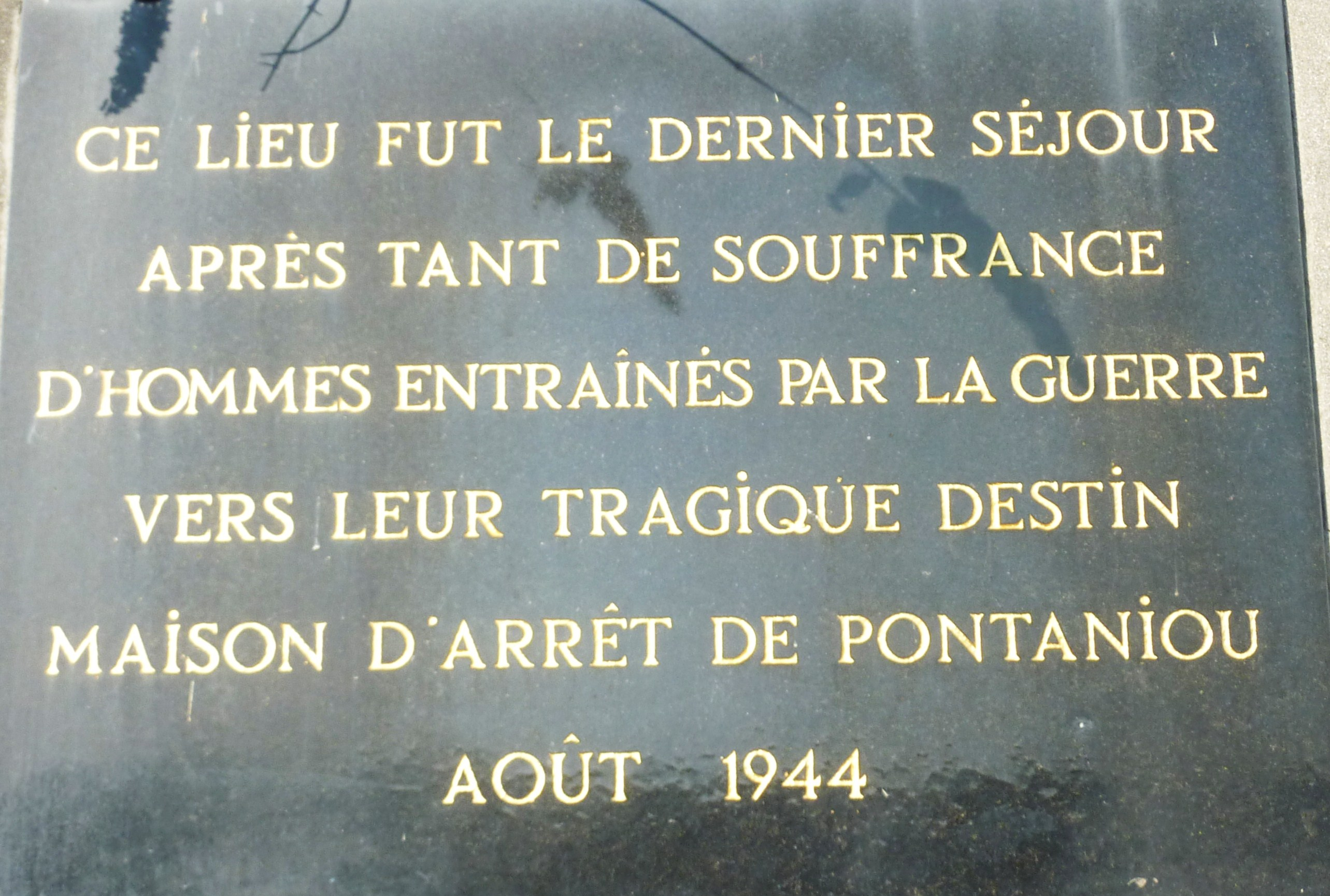
Plaque à la mémoire des résistants emprisonnés à Pontaniou.

### Le tournant de la guerre: vers une prison civile
Jusqu'à la Seconde Guerre mondiale, les détenus n'étaient que des militaires de la marine ou des ouvriers de l'arsenal. La prison civile, pour les détenus de droit commun, était la prison du Bouguen à Brest, qui fut en grande partie détruite par les bombardements début juillet 1941. Dès lors, une partie des prisonniers politiques et des résistants, ainsi que des prisonniers de droit commun, ont été détenus à la prison de Pontaniou.
En 1942, la Direction des travaux maritimes du port fait aménager vingt-trois cellules, toutes aveugles, dans les salles 31, 32, 38 et 39 des second et troisième étages. Seize cellules mesurent 3,5 mètres sur 1,5 mètre, les sept autres 3,5 mètres sur 1,9 mètre.
À deux reprises, un groupe de résistants, le corps franc de Défense de la France, tenta des opérations pour la libération de combattants détenus. En mai 1943, une valise truquée contenant du matériel permet l'évasion de sept d'entre eux.
Le programme de reconstruction de la ville de Brest, dévastée par les bombardements, ne prévoit pas la recréation de la prison du Bouguen. La prison maritime devient officiellement une prison civile pour tous les détenus de droit commun en 1952. Sa population carcérale croit régulièrement, et son taux d'occupation dépasse les 150 %.
Devenue inadaptée et insalubre, insuffisamment rénovée et offrant des conditions de détention épouvantables, elle ferme définitivement ses portes après la construction de la maison d'arrêt de l’Hermitage, à Brest, en 1990.

## Architecture
L'architecture est, comme pour la plupart des prisons, avant tout fonctionnelle, mais la construction est soignée. Le plan est rectangulaire régulier.
En 1869, le bâtiment principal de l'établissement pénitentiaire se compose :
– au rez-de-chaussée, de la cuisine, du parloir, du logement des gardiens et de cachots, notamment des cachots d'isolement ;
– au premier étage, des cellules éclairées et aérées, des ateliers où les détenus font de l'étoupe et vivent en commun;
– au deuxième étage, diverses cellules séparées par un couloir et la chapelle.
Le bâtiment actuel a connu plusieurs modifications, notamment une surélévation rajoutant deux niveaux à la construction d'époque napoléonienne : un étage complet et un étage sous les toits. La différence d'architecture entre la construction d'origine et les étages rajoutés se voit clairement depuis l'espace public : l'encadrement des fenêtres est très différent au troisième étage, et une ligne horizontale matérialise l'ancien toit du bâtiment.
Les matériaux utilisés sont le granite, le schiste, des moellons et de l'enduit pour le gros œuvre, de l'ardoise pour le toit à deux pans remplacé ensuite par de la tôle ondulée. Le premier niveau repose sur des voûtes.
Une petite maison attenante servira également, entre autres, de lieu de détention.

## Conditions de détention
La prison de Pontaniou apparaît, tout du moins au XVIIIe et au XIXe siècle, comme une prison humaine offrant des conditions de détention assez enviables au regard du sort d'autres détenus. La comparaison est souvent faite, par exemple, avec la situation dans les bagnes, dans les prisons flottantes, ou dans les déportations par bateau.
Les détenus ont la ration du matelot embarqué - à l'exception du vin ; ils ont accès à un atelier, peuvent se promener une à deux heures par jour dans la cour de la prison... Les détenus couchent dans des hamacs et ont le droit de fumer. En revanche, les livres sont interdits.
Un aumônier est affecté à la prison maritime par l'administration. Il donne notamment des messes dans la chapelle située au dernier étage, messe à laquelle assistent les prisonniers sous la surveillance de leurs gardiens, et séparés entre eux par des allées.
Les cellules d'isolement mesurent environ 12 pieds carrés (3,6 m²), dallées de larges pierres, avec un lit de camp en bois. À l'extrémité de ce lit, une barre de fer retient les pieds des prisonniers. Ces cellules ne comportent pas de fenêtres, ni la moindre ouverture, ce qui fait que la cellule est plongée dans une obscurité quasi totale. Y sont enfermés les détenus dangereux ou indisciplinés. Ces cellules sont réputées venir à bout des plus récalcitrants en quelques jours. Néanmoins, tout au moins au début de l'activité du bâtiment, ces cellules sont rarement occupées.
Une évasion a eu lieu le 15 novembre 1910. Deux détenus se firent passer pour malades pour être transférés dans une chambre réservée aux prisonniers de l'hôpital militaire. Bénéficiant de complicités, ils purent revêtir des vêtements civils, scier les barreaux de leur chambre et s'enfuir. Leurs complices ont été par la suite condamnés par le Conseil de guerre maritime.

## Détenus notables
Le 3 mars 1935, Lydia Oswald (de), espionne suissesse, est arrêtée en gare de Brest. Ayant impliqué des officiers de marine dans ses activités, et notamment son amant par qui elle récupérait des informations, c'est le conseil de guerre qui est saisi de l'affaire. Son séjour dans la cité du Ponant visait à collecter des informations sur l'état des forces navales et sur les derniers navires construits pour les transmettre à l'Allemagne nazie. Le procès s'ouvre le 10 septembre et dure deux jours. Usant de son charme indéniable au cours de l'audience, elle reconnaît les faits et n'est condamnée qu'à neuf mois de prison, peine qu'elle achève de purger à la prison de Pontaniou. À la fin de sa peine, elle est raccompagnée sous escorte policière à la frontière suisse.

## La prison de Pontaniou dans l'art

Une œuvre de Paul Bloas dans la prison de Pontaniou.

Paul Bloas, artiste peintre, y séjourne pendant deux mois en 1990 et 1991 sans en sortir...
Il y peint et y colle une cinquantaine de ses géants emblématiques sur les murs du bâtiment (portail d'entrée, couloirs, cellules...), œuvres qui sont le fruit de ses rencontres avec les détenus en 1989, :
« Mars 90, la maison d'arrêt de Pontaniou fermait ses portes pour cause de vétusté. Préalablement, j'avais pu m'entretenir avec quelques-uns de ses pensionnaires sur la vie carcérale, ses interdits et ses songes. Par respect envers ces détenus, je m'enfermais volontairement dans la prison l'été 90 et 91 pour y réaliser un travail pictural avec pour simple tribut au fond des poches, quelques traces d'un voyage passé à travers Berlin, Belgrade et Budapest. »
En 2001, ces peintures ont presque toutes disparu.
À l'occasion de la fermeture de la prison, en 1990, la mairie de Brest passe une commande à cinq photographes brestois : Bruno Ravalard, Michel Coquil, Jean Salou, Joseph Amram et François Rommens. Deux clichés de chaque artiste sont exposés à l'occasion de l'inauguration de la maison d'arrêt de l'Hermitage.
Une autre exposition, intitulée Mur et Ombres, est consacrée à la prison de Pontaniou en janvier 2011, à la Maison de la Fontaine à Brest. Elle est composée de clichés pris en 1990 et en 2008, ainsi que de poèmes écrits par les Voleurs de feu et des témoignages.

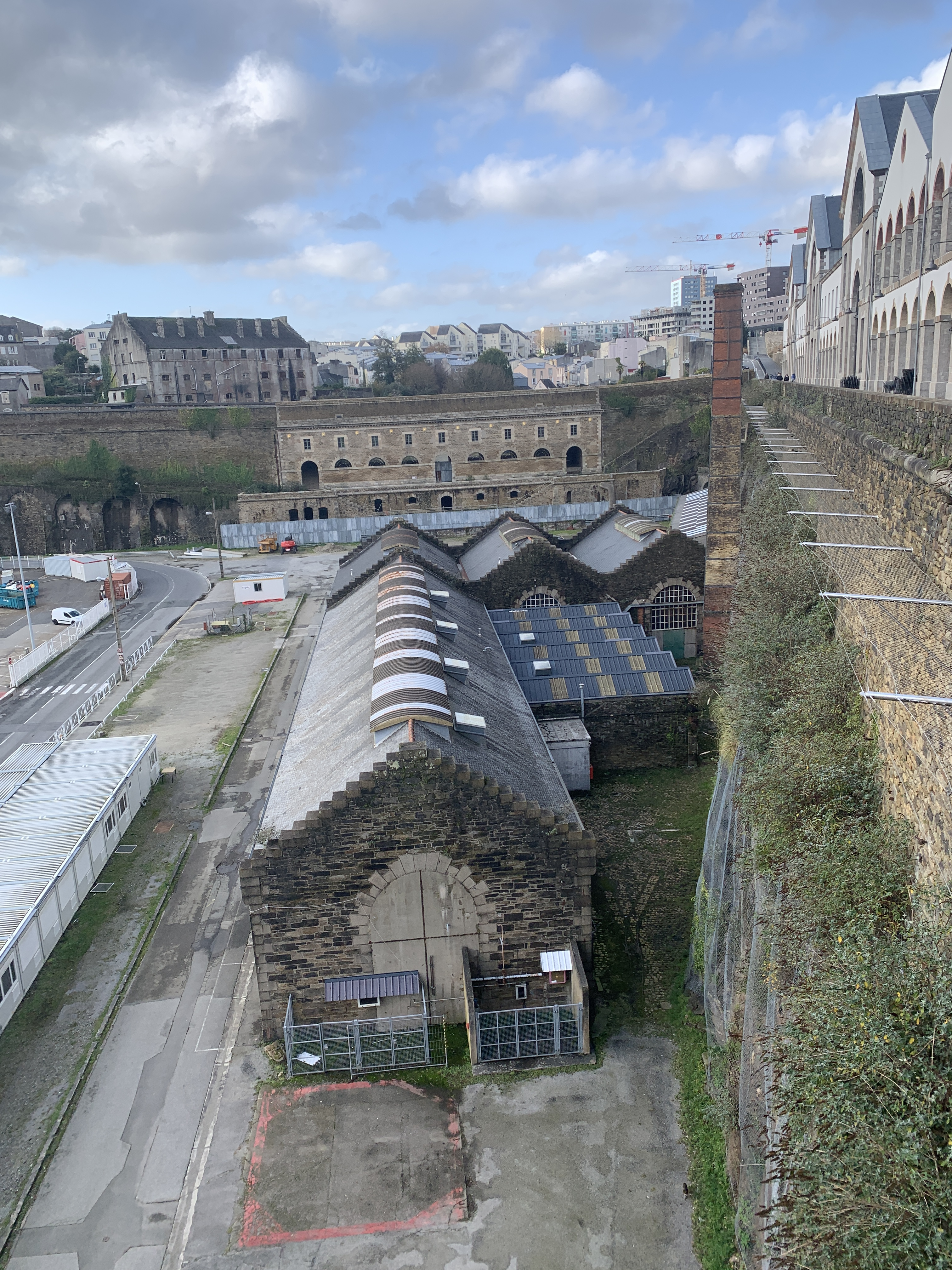
Prison de Pontaniou (en haut à gauche) - Bâtiment aux Lions (au milieu) - Ancienne forge de l'arsenal (en bas) - Ateliers des Capucins (à droite)

## Réhabilitation
Inoccupé depuis 1990, le bâtiment désaffecté se trouve en marge du projet de rénovation urbaine du plateau des Capucins. Alors que le quartier connaît une profonde mutation, aucun projet n'est encore venu se concrétiser pour donner une nouvelle vie à un bâtiment devenu emblématique pour les Brestois. La question du financement d'une éventuelle réhabilitation et transformation reste en suspens, les financements publics se concentrant sur le projet voisin, lequel demande des ressources et investissements considérables.
En 2008, Armelle Créac'h, étudiante à l'école d'architecture de Strasbourg, présente un projet de fin d'étude consacré au bâtiment de la Madeleine. Il propose la transformation du bâtiment en résidence universitaire, avec également des lieux de réunion et de création artistique, et sa mise en valeur par un jeu de bassins d'eau.
En 2015, trois étudiants urbanistes de l'Institut de Géoarchitecture de Brest se sont penchés sur la réhabilitation de l'édifice. Leur réflexion a porté sur la liaison du quartier de Pontaniou avec le quartier des Capucins, la prison de Pontaniou et le terrain de la Madeleine jouant un rôle de cheville ouvrière entre les deux territoires. Le projet a préconisé l'implantation d'une pépinière d'entreprises dans la prison de Pontaniou, la création d'un jardin dans le terrain de la Madeleine et la mise en place d'une passerelle piétonne au-dessus du vallon de Pontaniou[réf. nécessaire].
Avant septembre 2018, aucun projet concret n'envisage la réhabilitation de ce bâtiment qui continue à veiller sur les rives de la Penfeld.
En septembre 2018, une entreprise immobilière veut acquérir l'édifice pour le réhabiliter en appartements haut de gamme. À la fin du mois, Brest Métropole avalise le projet en votant le déclassement du domaine public de la prison.
Un collectif, l’Appel des 79, lancé à l’initiative de descendants de résistants internés à Pontaniou et d’historiens indignés du sort réservé à l’ancienne prison en dehors de tout débat, intervient en Conseil de Métropole à Brest le 12 octobre 2018. Il est à l’origine de l’association Brest-Pontaniou qui cherche à alerter l’opinion sur l’intérêt exceptionnel du bâtiment dans une ville peu dotée en monuments historiques, tout en proposant des usages nouveaux, en lien avec la valorisation de la rue Saint Malo et du plateau des Capucins voisins. L'association Brest-Pontaniou plaide pour le classement de l'édifice aux Monuments Historiques.
Le bâtiment est annoncé comme vendu en octobre 2018 au groupe François Ier, qui dépose une demande d’inscription aux Monuments historiques. En février 2020, le maire de Brest, président de Brest Métropole, François Cuillandre, interpellé sur le sujet à l'occasion de la campagne pour les élections municipales, annonce l'abandon du projet.
En avril 2024, un nouveau projet de reconstruction de l'ancienne prison de Pontaniou est validé par le bureau de Brest Métropole, il comprend 18 chambres-gîte, restaurant, commerce etc..